# 乌斯季霍皮奥尔斯卡亚农村居民点
乌斯季霍皮奥尔斯卡亚农村居民点（俄语：Усть-Хопёрское сельское поселение）是俄罗斯联邦伏尔加格勒州绥拉菲摩维奇区所属的一个农村居民点。其下辖有5个居民点，行政中心为乌斯季霍皮奥尔斯卡亚。据2016年统计，该农村居民点的人口为1390人。